# Porphyrinia guichardi
Porphyrinia guichardi är en fjärilsart som beskrevs av Edward P. Wiltshire 1977. Porphyrinia guichardi ingår i släktet Porphyrinia och familjen nattflyn. Inga underarter finns listade i Catalogue of Life.